# San Vito al Tagliamento
San Vito al Tagliamento é uma comuna italiana da região do Friuli-Venezia Giulia, província de Pordenone, com cerca de 13.316 habitantes. Estende-se por uma área de 60 km², tendo uma densidade populacional de 222 hab/km². Faz fronteira com Camino al Tagliamento (UD), Casarsa della Delizia, Chions, Codroipo (UD), Fiume Veneto, Morsano al Tagliamento, Sesto al Reghena, Valvasone.

## Demografia
| Variação demográfica do município entre 1861 e 2011                               |
|                                                                                   |
| Fonte: Istituto Nazionale di Statistica (ISTAT) - Elaboração gráfica da Wikipedia |